# Sextanten
För instrumentet, se Sextant.
Sextanten (Sextans på latin) är en liten svag stjärnbild vid himmelsekvatorn. Sextanten är en av de 88 moderna stjärnbilderna som erkänns av den internationella astronomiska unionen.

## Historik
Stjärnbilden var inte en av de 48 konstellationerna som listades av den antike astronomen Ptolemaios i hans samlingsverk Almagest. Stjärnbilden introducerades först 1687 av den polske astronomen Jan Hevelius.

## Stjärnor
Sextanten är en ljussvag stjärnbild som bara innehåller en stjärna ljusstarkare än magnitud 5.
- α - Alfa Sextantis är en vit jättestjärna av spektraltyp A0III. Magnituden är 4,49[5]
- β - Beta Sextantis är en variabel stjärna av ungefär magnitud 5,0
- γ - Gamma Sextantis är en trippelstjärna av magnitud 5,07
- δ - Delta Sextantis, blåvit dvärgstjärna av spektraltyp B9.5V och magnitud 5,19
- ε - Epsilon Sextantis, gul-vit jätte av spektraltyp F2 III och magnitud 5,25
- LHS 292 är en röd dvärg av magnitud 15,60 som är en flarestjärna[6]

## Djuprymdsobjekt

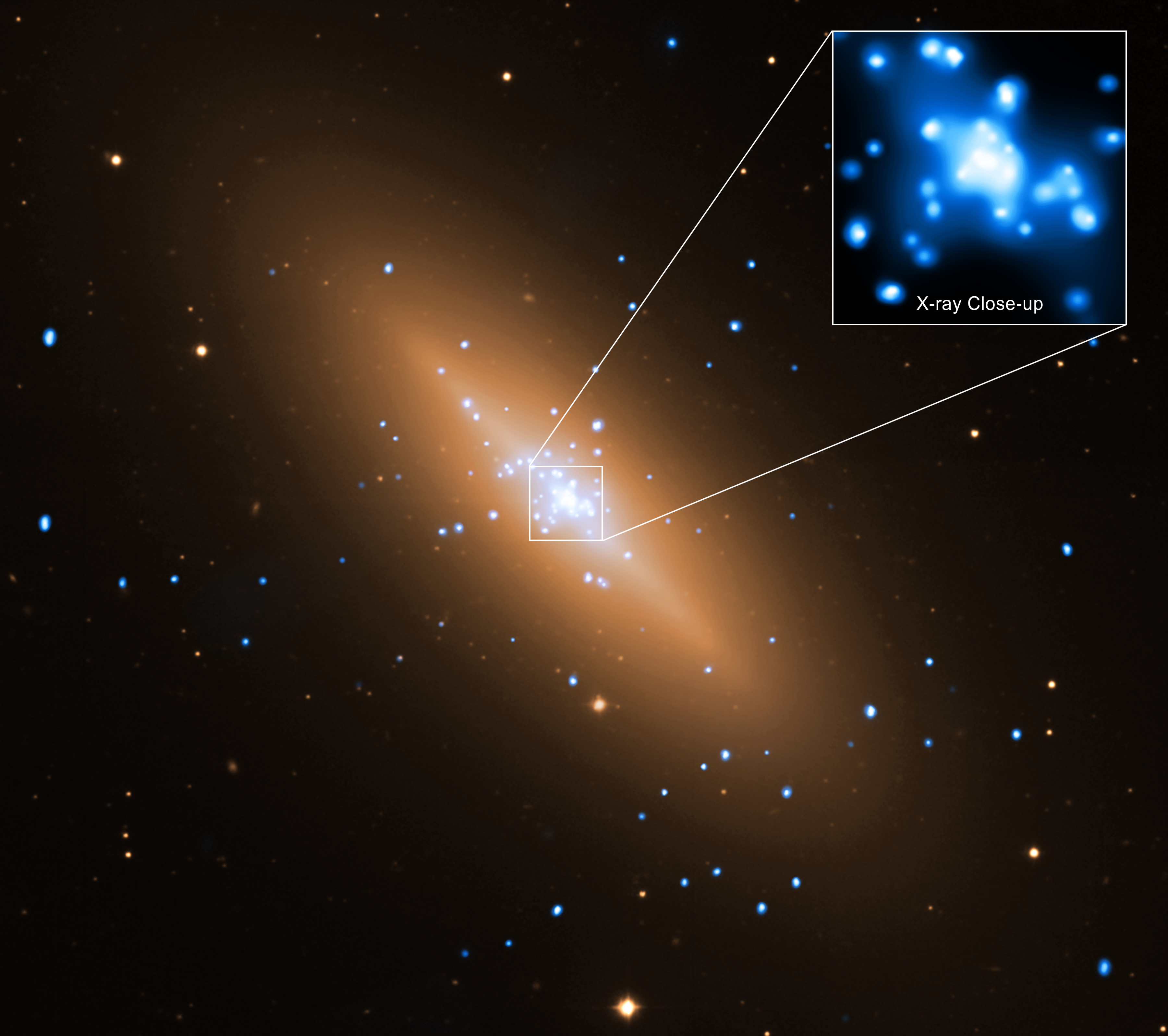
NGC 3115 i ett sammansatt fotografi.

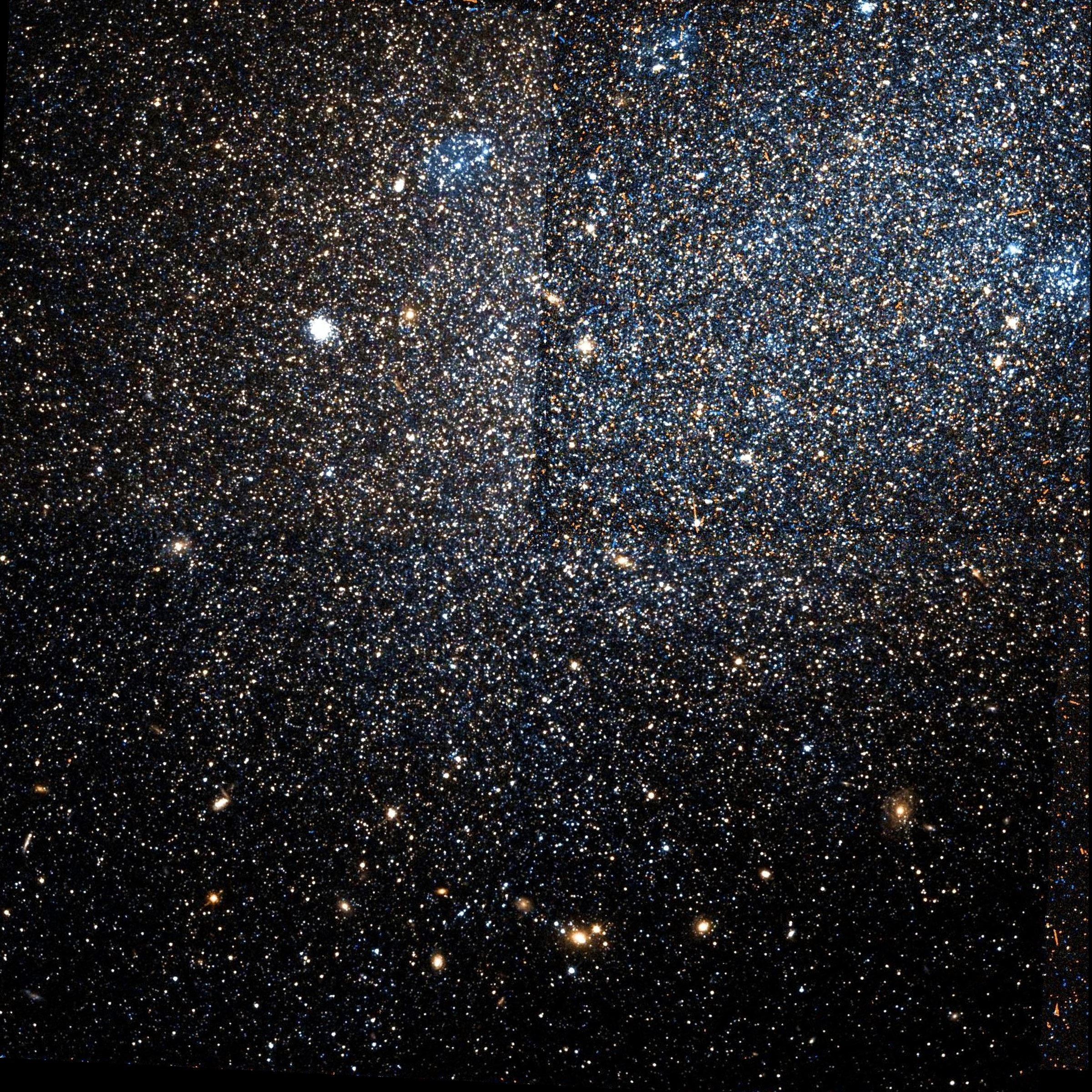
Den irreguljära galaxen NGC 5373.

Stjärnbilden innehåller inga Messierobjekt, men flera andra intressanta objekt.

### Galaxer
- NGC 3115 (Spindelgalaxen, Caldwell 53) är en linsformad galax av magnitud 9,9. Den har ett svart hål i centrum som är beräknat till mer än 1 miljard solmassor.[8]
- NGC 3166 är också en spiralgalax och ligger 50000 ljusår från NGC 3169. De båda galaxerna kommer så småningom att smälta samman till en stor.[4]
- NGC 3169 är en spiralgalax som återfinns strax under Regulus i Lejonets stjärnbild. Supernovan SN 2003cg upptäcktes i galaxen 2003.
- Sextans A (UGCA 205) är en oregelbunden galax i lokala galaxhopen
- Sextans B (UGC 5373 eller DDO 70) är en oregelbunden galax, på 4,5 miljoner ljusårs avstånd. Den är den mest avlägsna medlemmen av den lokala galaxhopen.